# Jersey oro

El jersey oro era la prenda portada por el líder en la clasificación por tiempos en ese momento de la Vuelta a España. Esto permitía que fuese identificado en las etapas en las que lo porta, aunque actualmente se ha sustituido el color por el rojo.

## Historia
Para facilitar el reconocimiento del líder en carrera, este suele portar un maillot con un color determinado, como sucede en el Tour de Francia (maillot amarillo) y en el Giro de Italia (maglia rosa). El maillot de líder de la Vuelta a España no ha sido siempre del mismo color. Hubo varias suspensiones de la carrera y los distintos organizadores que la rescataron eligieron sus colores.
Empezó siendo naranja (1935 y 36), luego blanco (1941), otra vez naranja (1942), incluso fue rojo cuando la carrera la cogió el Diario Ya en 1945, aunque luego cambió a blanco con una franja horizontal roja hasta 1950. En 1955, El Correo resucitó la competición y eligió el amarillo como distinción para el primer clasificado de la prueba, a semejanza del utilizado en el Tour de Francia. Desde entonces este ha sido el color del líder (salvo en 1977, que fue naranja) hasta 1999 que pasó a ser de color oro. Desde 2010 es el jersey rojo el que acredita al líder de la carrera, a semejanza de las selecciones españolas.

## Palmarés del maillot oro en la Vuelta
| Año  | Ganador (color del maillot) | Segundo                   | Tercero            |
| 1999 | Jan Ullrich                 | Igor González de Galdeano | Roberto Heras      |
| 2000 | Roberto Heras               | Ángel Casero              | Pável Tonkov       |
| 2001 | Ángel Casero                | Óscar Sevilla             | DSQ                |
| 2002 | Aitor González              | Roberto Heras             | Joseba Beloki      |
| 2003 | Roberto Heras               | Isidro Nozal              | Alejandro Valverde |
| 2004 | Roberto Heras               | Santi Pérez               | Paco Mancebo       |
| 2005 | Roberto Heras               | Denís Menshov             | Carlos Sastre      |
| 2006 | Aleksandr Vinokúrov         | Alejandro Valverde        | Andréi Kashechkin  |
| 2007 | Denís Menshov               | Carlos Sastre             | Samuel Sánchez     |
| 2008 | Alberto Contador            | Levi Leipheimer           | Carlos Sastre      |
| 2009 | Alejandro Valverde          | Samuel Sánchez            | Cadel Evans        |

| Predecesor: Maillot amarillo | Jersey de líder de la Vuelta a España 1999-2009 | Sucesor: Jersey rojo |

- Datos: Q2532554